# Родосский акрополь

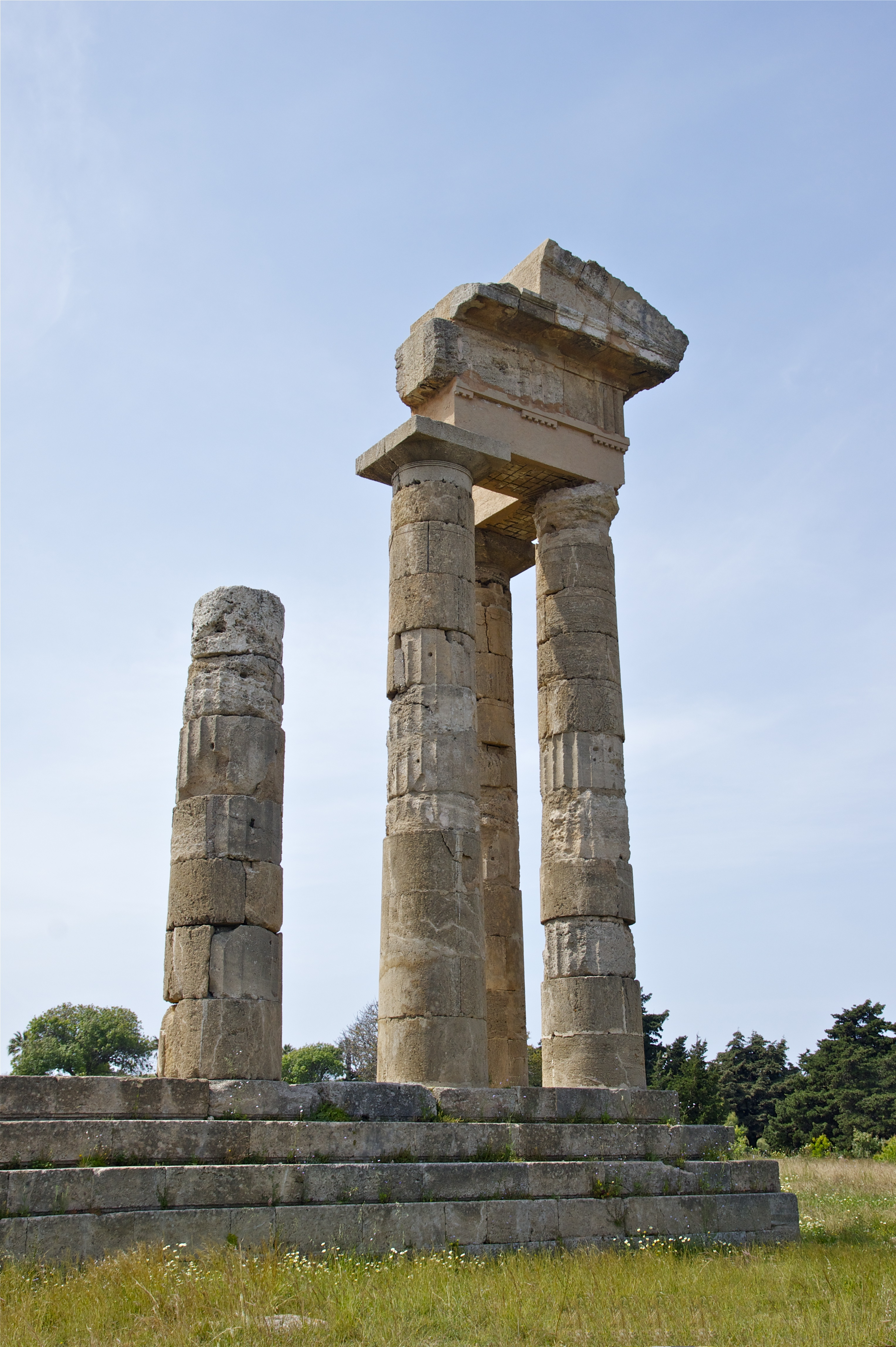
Руины храма Аполлона

Родосский акрополь ( греч. Ακρόπολη της Ρόδου) — акрополь на острове Родос.
Основная часть акрополя ещё не раскопана. Доступный для осмотра комплекс состоит из развалин античного храма Аполлона Пифийского, небольшого амфитеатра. Ниже расположен родосский стадион эллинистического и римского времени. Находится акрополь на территории крупного парка Монте-Смит, получившего своё название в честь английского адмирала Сиднея Смита. Расположен близ города Родос на возвышенности Святого Стефана.
В античность акрополь был укреплённой цитаделью, предполагаемая дата постройки — III-II вв до нашей эры.
Раскопки акрополя велись Итальянской школой археологии в Афинах в 1912-1945 гг. С 1946 года раскопки проводятся под контролем греческой администрации.

## Галерея

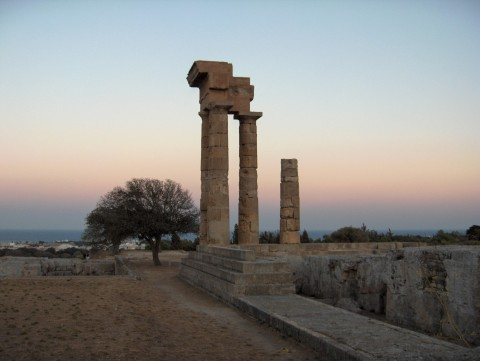
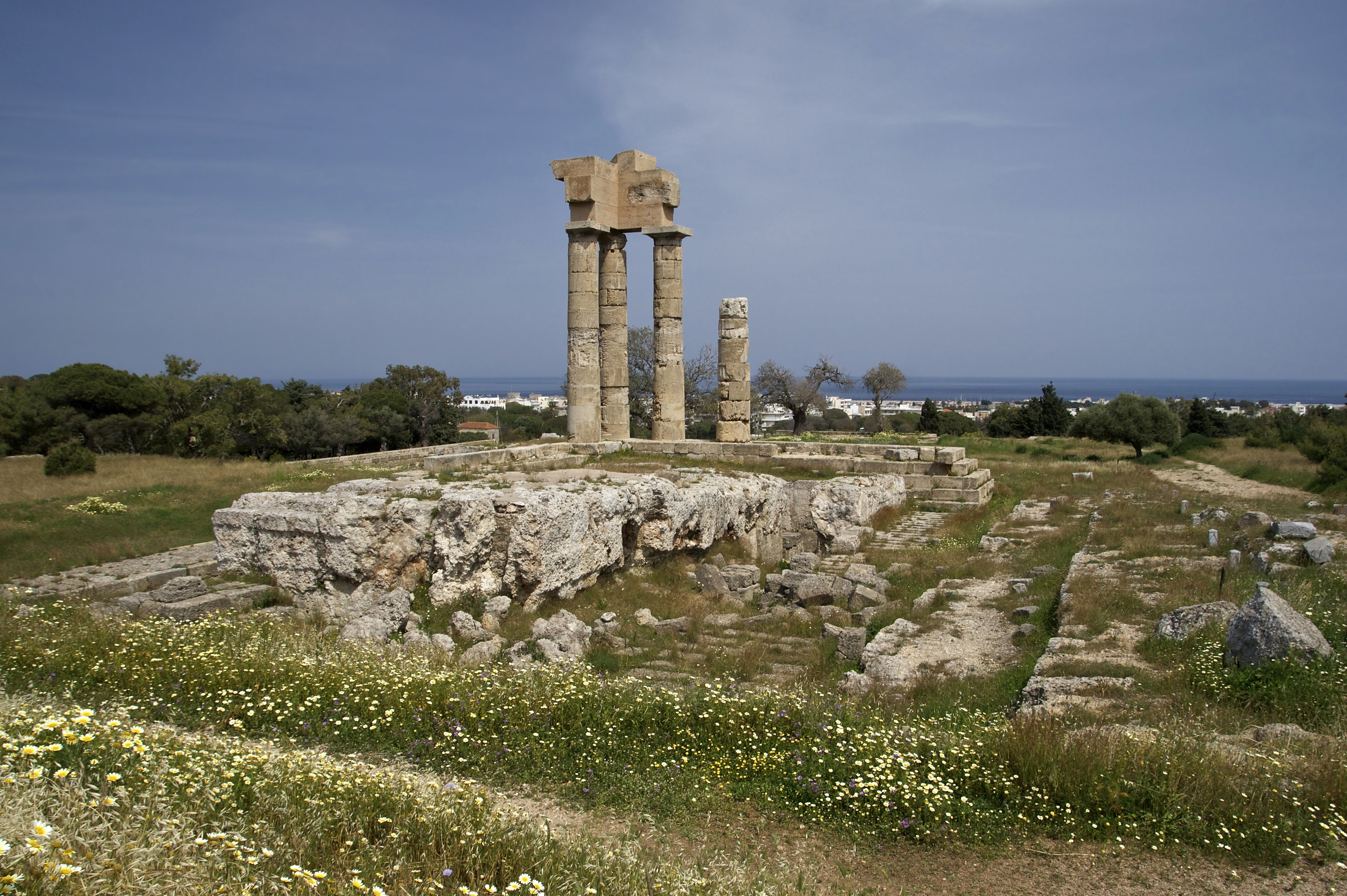
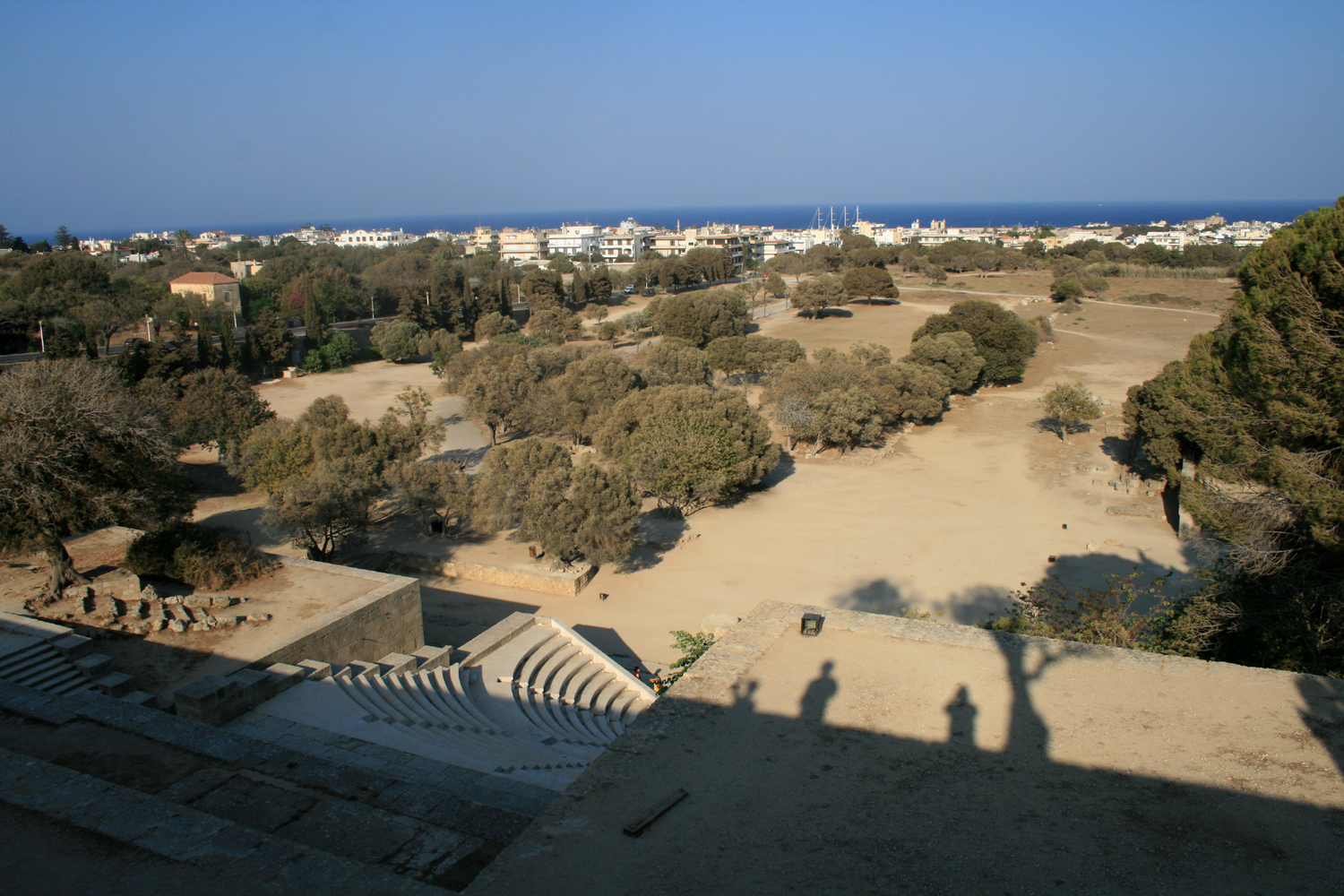
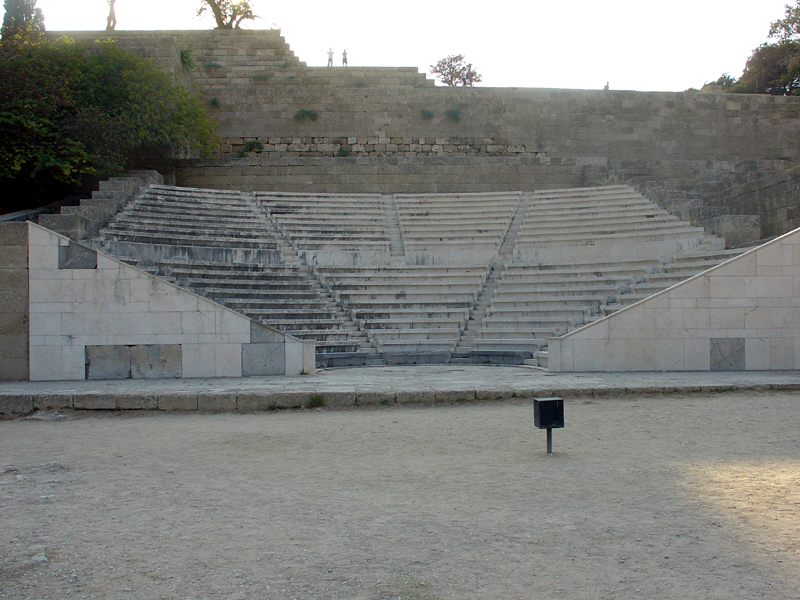